# グリーン・タオの定理
ベン・グリーン (Ben Green) とテレンス・タオ (Terence Tao) により2004年に証明された、数論における定理であるグリーン・タオの定理は、素数の列は任意の長さの等差数列を含んでいるという定理である。言い換えると、任意の自然数 k に対し、k 個の項からなる素数の等差数列が存在する。証明はSzemerédiの定理の拡張となっている。
2006年、テレンス・タオとタマル・ツィーグラー (Tamar Ziegler) は、この結果を polynomial progression へ拡張した。正確に言えば、定数項が 0 の、一変数の整数値多項式 P1, ..., Pk が任意に与えられると、
{\displaystyle x+P_{1}(m),\ldots ,x+P_{k}(m)}
が同時に素数となるような整数 x, m が無数に存在する。この特別な場合として、多項式が m, 2m, ..., km のものを考えると、長さが k の素数の等差数列が存在するということとなる。

## 数値計算結果
これらの結果は単に存在を保証する定理であり、どのようにして等差数列を見つけるかは示してはくれない。2007年1月18日、ヤロスラフ・ロンブロースキー (Jarosław Wróblewski) は 24 個の項からなる場合を初めて示した。
468,395,662,504,823 + 205,619 · 223,092,870 · n,　　0 ≤ n ≤ 23.
ここで定数 223,092,870 は、23 以下の素数の積である（素数階乗を参照）。
2008年5月17日、ロンブロースキーとラーナン・チェルモーニ (Raanan Chermoni) は 25 個の素数の場合を見つけた。
6,171,054,912,832,631 + 366,384 · 223,092,870 · n,　　0 ≤ n ≤ 24.
2010年4月12日、Benoãt Perichon は、PrimeGridプロジェクトのヤロスラフ・ウレブロフスキとゲオフ・レイノルズのソフトウェアを使い、26 個の素数の場合を見つけた（オンライン整数列大辞典の数列 A204189）。
43,142,746,595,714,191 + 23,681,770 · 223,092,870 · n,　　0 ≤ n ≤ 25.
2019年4月12日、Rob Gahan は、PrimeGridプロジェクトのヤロスラフ・ウレブロフスキとゲオフ・レイノルズのソフトウェアを使い、27 個の素数の場合を見つけた（オンライン整数列大辞典の数列 A327760）。
224,584,605,939,537,911 + 81,292,139 · 223,092,870 · n,　　0 ≤ n ≤ 26.

## 関連図書
- 関真一朗：「グリーン・タオの定理」、朝倉書店（朝倉数学ライブラリー）、ISBN 978-4-254-11871-1 (2023年1月1日).